# Fey (Vaud)
Fey es una comuna suiza perteneciente al distrito de Gros-de-Vaud del cantón de Vaud.
En 2015 tiene 636 habitantes en un área de 7,35 km².
Se menciona por primera vez como Fei en 1228, cuando dependía del señorío de Bercher. En el siglo XIII pasa a pertenecer a la familia Cossonay. Luego de la invasión bernesa de 1536, Fey se incluye en la bailía de Yverdon.
Se sitúa unos 15 km al norte de Lausana.

## Clima
| Parámetros climáticos promedio de Fey | Parámetros climáticos promedio de Fey | Parámetros climáticos promedio de Fey | Parámetros climáticos promedio de Fey | Parámetros climáticos promedio de Fey | Parámetros climáticos promedio de Fey | Parámetros climáticos promedio de Fey | Parámetros climáticos promedio de Fey | Parámetros climáticos promedio de Fey | Parámetros climáticos promedio de Fey | Parámetros climáticos promedio de Fey | Parámetros climáticos promedio de Fey | Parámetros climáticos promedio de Fey | Parámetros climáticos promedio de Fey |
| Mes                                   | Ene.                                  | Feb.                                  | Mar.                                  | Abr.                                  | May.                                  | Jun.                                  | Jul.                                  | Ago.                                  | Sep.                                  | Oct.                                  | Nov.                                  | Dic.                                  | Anual                                 |
| ------------------------------------- | ------------------------------------- | ------------------------------------- | ------------------------------------- | ------------------------------------- | ------------------------------------- | ------------------------------------- | ------------------------------------- | ------------------------------------- | ------------------------------------- | ------------------------------------- | ------------------------------------- | ------------------------------------- | ------------------------------------- |
| Temp. máx. media (°C)                 | 2.6                                   | 5.2                                   | 9.3                                   | 13.7                                  | 18                                    | 21.3                                  | 23.6                                  | 22.6                                  | 19.5                                  | 14.5                                  | 7.5                                   | 3.5                                   | 13.4                                  |
| Temp. media (°C)                      | 0                                     | 1.5                                   | 4.4                                   | 8.2                                   | 12.7                                  | 16                                    | 18.3                                  | 17.2                                  | 14.3                                  | 9.9                                   | 4.4                                   | 1                                     | 9                                     |
| Temp. mín. media (°C)                 | -2.6                                  | -1.4                                  | 0.9                                   | 4                                     | 8                                     | 11.2                                  | 13.2                                  | 12.9                                  | 10.6                                  | 6.9                                   | 1.9                                   | -1.4                                  | 5.4                                   |
| Precipitación total (mm)              | 46                                    | 43                                    | 40                                    | 35                                    | 41                                    | 50                                    | 46                                    | 53                                    | 36                                    | 46                                    | 53                                    | 52                                    | 542                                   |
| Días de precipitaciones (≥ 1 mm)      | 6.9                                   | 6                                     | 6.5                                   | 6                                     | 7.4                                   | 7.6                                   | 8                                     | 7.9                                   | 5.6                                   | 5.7                                   | 6.7                                   | 7.1                                   | 81.4                                  |
| Fuente: MeteoSchweiz                  |                                       |                                       |                                       |                                       |                                       |                                       |                                       |                                       |                                       |                                       |                                       |                                       |                                       |